# Reinhold Glière
Reinhold Ernst Glière lub Reinhold Glier (ros. Рейнгольд Морицевич Глиэр, Rejngold Moricewicz Glier; ur. 30 grudnia 1874?/11 stycznia 1875 w Kijowie, zm. 23 czerwca 1956 w Moskwie) – rosyjski kompozytor, dyrygent i pedagog.

## Życiorys
Ojcem Glière’a był pochodzący z Klingenthalu Ernst Moritz Glier, zamieszkały w Kijowie budowniczy instrumentów dętych blaszanych; matka (Józefa Korczak) była Polką. Młody Glière uczył się od roku 1891 gry na skrzypcach w konserwatorium kijowskim u Otakara Ševčíka. Studia muzyczne kontynuował od roku 1894 w Konserwatorium Moskiewskim u Antona Arienskiego i Siergieja Taniejewa.
W rok po ukończeniu studiów został Glière pedagogiem w moskiewskim Instytucie im. Gniesinych (Российская академия музыки имени Гнесиных). W latach 1905–1908 studiował w Berlinie dyrygenturę u Oskara Frieda. W latach 1920–1941 był wykładowcą kompozycji na Konserwatorium Moskiewskim. Do jego uczniów należeli m.in. Nikołaj Miaskowski i Siergiej Prokofjew. Nie był zwolennikiem awangardy muzycznej, tworzył kompozycje stylistycznie konserwatywne, lecz doskonałe pod względem rzemiosła kompozytorskiego. Po studiach w Berlinie wprowadzał do swoich kompozycji elementy impresjonizmu muzycznego. Nie sprzeciwiał się oficjalnej polityce realizmu socjalistycznego. W tematyce nawiązywał często do folkloru narodów ZSRR. Był wielokrotnie nagradzany, otrzymał tytuł Ludowego Artysty ZSRR oraz Ludowego Artysty RFSRR, Ludowego Artysty Azerbejdżańskiej SRR i Ludowego Artysty Uzbeckiej SRR. Trzykrotny laureat Nagrody Stalinowskiej. Odznaczony trzema Orderami Lenina (1945, 1950, 1955), Orderem Czerwonego Sztandaru Pracy (1937) i Orderem „Znak Honoru” (1938).
Jego balet „Czerwony Mak” z roku 1927 został uznany za wzorcowy przykład połączenia treści propagandowych z popularną, tradycyjną formą muzyczną.
Spoczywa pochowany na Cmentarzu Nowodziewiczym w Moskwie.

## Dzieła (wybór)
- Trzy symfonie (I Symfonia Es-dur, Op. 8 (1900), II Symfonia c-moll, Op. 25 (1907), III Symfonia h-moll, Op.42 "Ilja Muromiec" (1911))
- Balety: „Kozacy zaporoscy”, „Jeździec miedziany”, „Taras Bulba”, „Czerwony Mak”,
- Uwertury: „Przyjaźń narodów”, „Na 20-lecie Rewolucji”, „Na 25-lecie Armii Czerwonej”, „Zwycięstwo”
- Kantaty: „Ku czci Armii Czerwonej”
- Opery: „Szach-Senem”, „Gjulsara”,
- Koncerty: na harfę, sopran koloraturowy, wiolonczelę, róg, skrzypce,
- Cztery kwartety smyczkowe
- Trzy sekstety smyczkowe
- Utwory fortepianowe
- Utwory na orkiestrę dętą